# Olavi Paavolainen

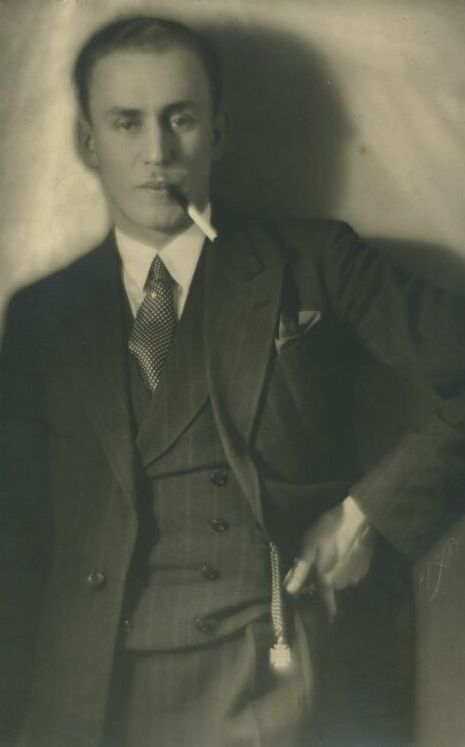
Olavi Paavolainen (1920)

Olavi Paavolainen (ur. 17 września 1903 w Kivennapa (obecnie Pierwomajskoje w obwodzie leningradzkim), zm. 19 lipca 1964 w Helsinkach) – pisarz fiński.

## Życiorys
Urodził się w miejscowości Kivennapa leżącej na Przesmyku Karelskim wówczas należącej do Wielkiego Księstwa Finlandii (obecnie Pierwomajskoje w obwodzie leningradzkim w Rosji). Rozpoczął naukę w szkole w Wyborgu, ale w 1914 roku jego ojciec Pekka Paavolainen został wybrany do parlamentu i cała rodzina przeniosła się do Helsinek.
W latach 1921–1925 studiował literaturę, estetykę i historię sztuki na Uniwersytecie Helsińskim. Studiów nigdy nie ukończył, ale intensywnie udzielał się w akademickich kręgach literackich, zwłaszcza w grupie Tulenkantajat, gdzie stał się centralną postacią. Do grupy tej należeli m.in. Katri Vala, Yrjö Jylhä oraz Mika Waltari. Właśnie we współpracy z tym ostatnim powstała pierwsza książka Paavolainena, zatytułowana Valtatiet, zainspirowana Manifestem futuryzmu, została wydana w 1928 roku.
W latach 1928–1929 Paavolainen odbywał służbę wojskową. Krytykował Pentti Haanpää, gdy ten w książce Kenttä ja kasarmi zaatakował wojskową dyscyplinę. Pierwsza samodzielna książka Paavolainena Nykyaikaa etsimässä, opublikowana w 1929 roku stanowiła zbiór esejów, poruszających tematy urbanizacji, futuryzmu i technologii.
W latach 1933–1934 pracował w agencji reklamowej w Helsinkach, a w 1935 prowadził dział reklamy w firmie odzieżowej w Turku. Po rezygnacji z tej pracy odbywał liczne podróże, w 1936 roku odwiedził Niemcy, gdzie obserwował m.in. Zjazd NSDAP w Norymberdze. Swoje wrażenia opisał w książce Kolmannen Valtakunnan vieraana. W 1937  roku wydawnictwo Gummerus sfinansowało podróż Paavolainena do Ameryki Południowej, m.in. do Rio de Janeiro. Z kolei w 1938 roku odwiedził Związek Socjalistycznych Republik Radzieckich.
Brał udział w działaniach wojennych podczas wojny zimowej oraz wojny kontynuacyjnej. Przebywał głównie w Mikkeli, w 1940 roku został ranny podczas nalotu Rosjan na to miasto.
Po wojnie, w 1947 roku, został dyrektorem wydziału teatru w państwowym radiu Yle.

## Życie prywatne
W latach 30. Paavolainen miał romans z pisarką Helvi Hämäläinen, ostatecznie rozstali się w 1941 roku. Paavalainen określił ją jako jedyną, "która ośmieliła się go opuścić". Krótki związek łączył go również z poetką Sirkką Selja. W 1945 roku ożenił się z dziennikarką Sirkką-Liisą Virtamo, małżeństwo zakończyło się w 1953 roku.

## Wybrana twórczość
- Valtatiet, 1928 (wraz z Mika Waltari)
- Nykyaikaa etsimässä, 1929
- Keulakuvat, 1932
- Suursiivous eli kirjallisessa lastenkamarissa, 1932
- Kolmannen Valtakunnan vieraana, 1936
- Lähtö ja loitsu, 1937
- Risti ja hakaristi, 1938
- Karjala – Muistojen maa, 1940
- Rakas entinen Karjala, 1942
- Synkkä yksinpuhelu I–II, 1946

## Źródła
- Biogram na stronie Wydziału Humanistycznego Uniwersytetu w Helsinkach
- Biogram na stronie Book and Writers